# Czesław Rajtar
Czesław Rajtar (ur. 26 maja 1929 w Krakowie, zm. 20 stycznia 2017 tamże) – polski piłkarz, występujący na pozycji napastnika, jednokrotny reprezentant Polski.

## Kariera klubowa
Jest wychowankiem Krowodrzy Kraków (obecnie Clepardia), do Cracovii przeszedł w 1949. W lidze zadebiutował 16 września w spotkaniu z Wisłą Kraków, zakończonym bezbramkowym remisem. Już w pierwszym sezonie zdobył z zespołem wicemistrzostwo Polski. W Cracovii występował do 1957 roku, kiedy doznał kontuzji, która zmusiła go do przedwczesnego zakończenia kariery. Grał jeszcze w Wandzie Nowa Huta.

## Kariera reprezentacyjna
Rajtar rozegrał 1 mecz w reprezentacji Polski - 25 maja 1952 w Bukareszcie z Rumunią. Z powodu kontuzji nie pojechał na igrzyska olimpijskie 1952.